# 46
Het jaar 46 is het 46e jaar in de 1e eeuw volgens de christelijke jaartelling.

## Gebeurtenissen

### Balkan
- Rome wordt verbonden met de noordoostgrens door de aanleg van de Donauweg.
- De Romeinse kolonie Claudia Celeia (huidige Celje) in Slovenië, krijgt de status van municipium en een zelfstandig bestuur.
- Thracië wordt als provincie ingelijfd bij het Romeinse Keizerrijk, Slavische kolonisten trekken plunderend door het gebied.

### Palestina
- Tiberius Julius Alexander volgt Cuspius Fadus op als procurator over Judea.

## Geboren
- Plutarchus, Grieks historicus en filosoof (overleden 120)

## Overleden
- Publius Petronius, Romeins consul en veldheer